# SQN (видавництво)
Видавництво SQN (Sine Qua Non — conditio sine qua non, буквально «умова, без якої не можна», необхідна умова) — польське літературне видавництво, засноване 2010 року в Кракові. Його власниками є Пшемислав Романьський, Лукаш Кушнір та Міхал Рендзяк.

## Назва
Літери SQN у назві видавництва походять від латинської фрази conditio sine qua non, що можна перекласти як «необхідна умова». Саме читання, знайомство з культурою та близькість до друкованого слова є «необхідною умовою» хорошого, щасливого життя, що є частиною місії видавництва, яка полягає у популяризації читання.

## Історія
Видавництво було засноване у 2010 році Пшемиславом Романським та Лукашем Кушніром, які залишили свою ІТ-компанію. Першою книгою, виданою під маркою SQN, став роман Генка Муді «Бог нас ненавидить» (натхненний телесеріалом «Каліфорнія»), який вийшов у жовтні 2010 року. У грудні того ж року до видавництва приєднався третій з нинішніх власників, Міхал Рендзяк, і вийшла автобіографія футболіста «Барселони» Андреса Іньєсти «Рік у раю», яка мала великий комерційний успіх. Завдяки цим виданням видавництво змогло розвиватися вже в перші місяці своєї діяльності.
SQN створило проект FCBooks.pl спільно з фан-клубом Barça Polska, випускаючи нові книги для вболівальників каталонської команди: «FC Barcelona: Голос з роздягальні», автобіографію Хаві Барси «Моє життя» та першу в Польщі біографію Лео Мессі «Мессі». Історія хлопчика, який став легендою.
Від самого початку SQN розвивав свою книжкову пропозицію на основі трьох сегментів: спорт, популярна культура в широкому розумінні та фентезі.
Наступного року діяльність видавництва почала стрімко зростати. SQN опублікувало першу книгу Якуба Чвека («Хлопці»), за якою послідували інші футбольні прем'єри, в тому числі перша в Польщі біографія Кріштіану Роналду («Одержимість досконалістю» Луки Кайоле), а також публікації про спортсменів з інших видів спорту: баскетболу («Шак без цензури» Шакіла О'Ніла і Джекі Макмаллана) та волейболу («Анастасія. Карлик, який став гігантом» Аделіо Пістеллі). Були також музичні книги про гурт Queen (Queen. The Unknown Story), Емі Вайнгауз чи Іґґі Попа, які започаткували серію музичних видань, якими SQN славиться й досі.
У 2016 році було засновано видавництво SQN Imaginatio. Під цією маркою виходять книги у жанрі фентезі. Це збіглося з першою книгою Анети Ядовської, опублікованою у SQN (Dziewczyna z Dzielnicy Cudów).
Наприкінці 2018 року видавництво переїхало до нового приміщення на вул. Гуцульській, 17 у Кракові, де базується і сьогодні.